# Леспромхоз
Леспромхо́з (лесное промышленное хозяйство) — государственное предприятие лесной промышленности в СССР, осуществлявшее заготовку, вывозку, сортировку, разделку и отгрузку древесины, а также сплав леса. 
Лесхо́з (лесное хозяйство) — государственное предприятие лесного хозяйства, занимающееся учётом, воспроизводством, охраной и защитой лесов.
Организованы в СССР в 1920-е годы для наращивания объёмов лесозаготовок. Зачастую такие предприятия осуществляли также распиливание заготовленной древесины на пиломатериалы, шпалы. Леспромхозы также осуществляли производство древесного угля, выгонку смолы, пихтового масла.
За леспромхозом помимо необходимой для заготовки и переработки древесины леса инфраструктуры (лесосырьевая база, производственные помещения, транспортные средства, лесовозные дороги, склады) закреплялись социальные объекты (медицинские, образовательные, культурно-бытовые учреждения), а также жильё работников.